# Muzeum Protestantyzmu w Cieszynie
Muzeum Protestantyzmu – Biblioteka i Archiwum im. B.R. Tschammera w Cieszynie – placówka muzealno-biblioteczna z siedzibą w Cieszynie, działająca przy cieszyńskiej Parafii Ewangelicko-Augsburskiej. Muzeum jest bezpośrednim kontynuatorem działalności, istniejącej od XVII wieku Biblioteki Tschammera. Jego siedzibą jest gmach Kościoła Jezusowego, położony przy Placu Kościelnym 6.
Placówka została otwarta w marcu 2009 roku, a jej powstanie zostało dofinansowane ze środków Mechanizmu Finansowego Europejskiego Obszaru Gospodarczego na lata 2007–2010 projektu pt. Ochrona i konserwacja cieszyńskiego dziedzictwa piśmienniczego. Zajmuje się gromadzeniem zabytków materialnych oraz zbiorów bibliotecznych, związanych z historią Reformacji oraz luteranizmu na terenie Śląska Cieszyńskiego. Oprócz zbiorów bibliotecznych, liczących ponad 23 000 tomów, placówka posiada w swoich zbiorach liczne pamiątki, związane z historią protestantyzmu w Cieszynie oraz życiem samego miasta. W ramach wystawy, mieszczącej się na balkonie świątyni, zobaczyć można m.in. liczne dokumenty, zdjęcia oraz publikacje, a także naczynia liturgiczne (w tym puszka liturgiczna z 1712 roku). Do najcenniejszych eksponatów należą: orzeł cesarski z wizerunkiem Józefa I, pochodzący z „laski łaski”, którą w 1709 roku hr. Ludwik Ziznendorf wyznaczył miejsce pod budowę kościoła oraz fotel, na którym zasiadał cesarz Franciszek Józef I podczas wizyty w mieście w 1817 roku.
Muzeum jest obiektem całorocznym, czynnym we wtorki i czwartki po godz. 14.30 lub po uprzednim uzgodnieniu.